# Le sette spade del vendicatore
Le sette spade del vendicatore è un film del 1962, diretto da Riccardo Freda.
È un remake di Don Cesare di Bazan, film con cui lo stesso Freda aveva esordito come regista vent'anni prima.
Conosciuto anche con il titolo La lama del giustiziere.